# Megalestes discus
Megalestes discus là loài chuồn chuồn trong họ Synlestidae. Loài này được Wilson mô tả khoa học đầu tiên năm 2004.